# Poemenesperus velutinus
Poemenesperus velutinus es una especie de escarabajo longicornio del género Poemenesperus, tribu Tragocephalini, subfamilia Lamiinae. Fue descrita científicamente por White en 1858.
Se distribuye por República Democrática del Congo, el Congo, Costa de Marfil, Gabón, República Centroafricana y Guinea Ecuatorial. Mide aproximadamente 11-19 milímetros de longitud.